# Episodi di Mia and Me (terza stagione)
La terza stagione di Mia and Me, trasmessa per la prima volta in Francia nel 2017, è andata in onda in Italia dal 18 settembre 2017 al 13 ottobre su Rai Gulp.
| nº | Titolo italiano                   | Prima TV Mondiale |
| -- | --------------------------------- | ----------------- |
| 1  | Benvenuta Kyara                   | 18 settembre 2017 |
| 2  | L'arrivo dell'elfo oscuro         | 19 settembre 2017 |
| 3  | I sovrani addormentati            | 20 settembre 2017 |
| 4  | Il segreto del Re dei Pan         | 21 settembre 2017 |
| 5  | Sorelle ritrovate                 | 22 settembre 2017 |
| 6  | L'asilo degli Unicorni            | 23 settembre 2017 |
| 7  | Invenzioni pericolose             | 24 settembre 2017 |
| 8  | Il miglior offerente              | 25 settembre 2017 |
| 9  | L'Unicorno del Sole               | 26 settembre 2017 |
| 10 | Il cerchio della vita             | 27 settembre 2017 |
| 11 | Segnali di luce                   | 28 settembre 2017 |
| 12 | Alla ricerca di Simo              | 29 settembre 2017 |
| 13 | Armonia di maschere               | 30 settembre 2017 |
| 14 | Allarme mostri                    | 1º ottobre 2017   |
| 15 | L'incanto della Luna              | 2 ottobre 2017    |
| 16 | L'Unicorno del Cuore              | 3 ottobre 2017    |
| 17 | Un blubardo in pericolo           | 4 ottobre 2017    |
| 18 | La farfalla gigante               | 5 ottobre 2017    |
| 19 | L'unicorno timido                 | 6 ottobre 2017    |
| 20 | Ritorno all'Isola Arcobaleno      | 7 ottobre 2017    |
| 21 | Addio Ziggo                       | 8 ottobre 2017    |
| 22 | Ritorno alla Caverna di Cristallo | 9 ottobre 2017    |
| 23 | L'albero dorato                   | 10 ottobre 2017   |
| 24 | Una guida nel buio                | 11 ottobre 2017   |
| 25 | Il grande sonno                   | 12 ottobre 2017   |
| 26 | Il potere del Cuore               | 13 ottobre 2017   |

## Oracoli
52) Aiuta il fiero cucciolo di stirpe reale, che solo ha il potere di distruggere o salvare
53) Dove si nasconde il potere che confonde
54) Quando dall'oscuro altro il sortilegio giungerà, un bagliore di speranza all'improvviso sorgerà
55) Quando la rabbia i sovrani divide, l'accordo cerca dove si canta e si ride
56) Dove le sorelle persero la loro allegria, il cuore troverai e la loro armonia
57) Dove i cuccioli trovano ristoro, i nemici cercano il più piccolo tesoro
58) Il tranello più scaltro non ti può soggiogare, perché solo la vera amicizia può durare
59) Se il premio ancora agogni, del Serpente scopri i bisogni
60) La dove le squame prendono il volo di notte al Sole fate un assolo
61) Dove la settima onda diventa breve, l'ultimo nato infine la sua eredità riceve
62) Nel labirinto velato sotto le cime frastagliate, l'unicorno protegge ciò che voi bramate
63) Se vuoi battere i nemici e infine trionfare, chi ha salpato dovrai far tornare
64) Quando le facce ti bloccan la via, prova intonare una dolce armonia
65) Da terre lontane smarriti a vagare, nel luogo più periglioso dimora vorran trovare
66) Quando la tua canzone nessuno vuole ascoltare, il sentiero per il Ponte della Luna devi seguire
67) Dove crescono i cuori nella rigogliosa radura, i semi dell'amore germoglieranno ancora
68) Ciò che ti serve è un amico di ghiaccio, la sua presenza sarà un grande vantaggio
69) Il tesoro della farfalla di fiori profuma, seguila in volo fino ai petali di schiuma
70) Cerca la verità nella ragazza che mente, per avere la fiducia della bellezza sfuggente
71) Dove gli arcobaleni si inarcano e accecano, la sorgente cela ciò che gli eroi cercano
72) Un cuore la sua casa non può trovare, se il suo padrone è costretto a vagare
73) Dove crescono i cristalli tu osa cercare, negli angoli più profondi ti dovrai addentrare
74) Il tesoro è protetto dall'albero resistente, ciò che è perso una volta non lo è completamente
75) Fa' uso sapiente di colui che si cela, colui che aspetta, che ascolta e che vola
76) Se il mondo si oscura e tutto muore, tu perso non sarai se non perdi il tuo cuore
77) Fidati della tua forza è la resa dei conti, il potere del Cuore guarisce i tuoi mondi